# Panteón Nacional de Portugal

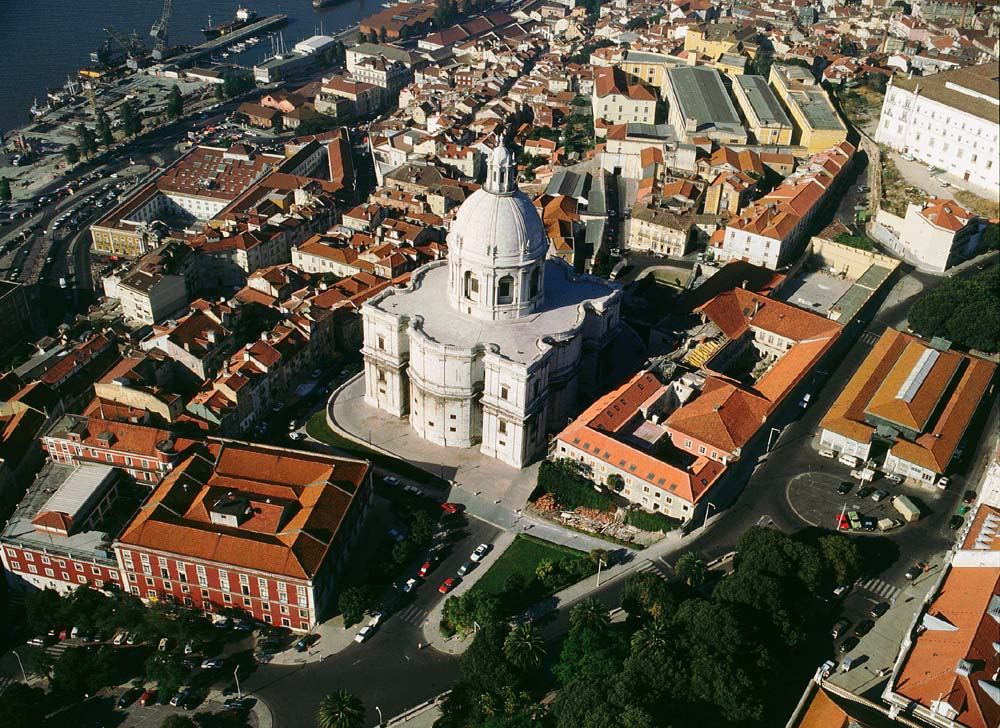
Vista aérea del Panteón Nacional, cortesía del IPPAR.

El Panteón Nacional de Portugal (Panteão Nacional, en lengua portuguesa) se sitúa en la freguesia de São Vicente de Fora, en Lisboa, concretamente en la Iglesia de Santa Engracia (Igreja de Santa Engrácia). El actual edificio está en el solar donde ya había sido erigida una iglesia en 1568, por orden de Infanta D. María, hija del rey D. Manuel I, con motivo de la creación de la freguesia de Santa Engrácia.
El templo pasó a tener una función como Panteón a partir de 1916.
La iglesia original fue constantemente modificada, de tal modo que en la actualidad nada resta de la original. La versión primera fue víctima de un temporal, en 1681. La primera piedra del nuevo edificio barroco, fue colocada en 1682, marcó el inicio de una era de 284 años. Las obras duraron tanto tiempo que dio lugar a la expresión popular "obras de Santa Engrácia" para designar algo que nunca se acaba. La iglesia fue acabada en 1966.
El interior está pavimentado con mármol coloreado y coronado por un cimborrio gigante.
Además de la Iglesia de Santa Engracia también tienen la condición de Panteón Nacional, desde 2003, el Monasterio de Santa Cruz (Coímbra) y, desde 2016, el Monasterio de los Jerónimos de Belém (Lisboa) y el Monasterio de Batalha (Batalha).    

## Tumbas en el Panteón Nacional[1]
Entre los personajes ilustres que están sepultados, encontramos sobre todo presidentes de la República Portuguesa y escritores. Las excepciones son la fadista Amália Rodrigues, cuyos restos mortales fueron trasladados tras el cambio en las disposiciones legales que solo permitían su traslado al panteón nacional una vez pasados cuatro años tras su fallecimiento, y Humberto Delgado.
Las personalidades sepultadas son:
- Almeida Garrett, escritor (1799-1854)
- João de Deus, escritor (1830-1896)
- Manuel de Arriaga, presidente de la República (1840-1917)
- Teófilo Braga, presidente de la República (1843-1924)
- Guerra Junqueiro, escritor (1850-1923)
- Óscar Carmona, presidente de la República (1869-1951)
- Sidónio Pais, presidente de la República (1872-1918)
- Aquilino Ribeiro, escritor (1885-1963)
- Humberto Delgado, personalidad de lucha contra el fascismo en Portugal (1906-1965)
- Amália Rodrigues, fadista (1920-1999)
- Eusébio da Silva Ferreira, futbolista (1942-2014)

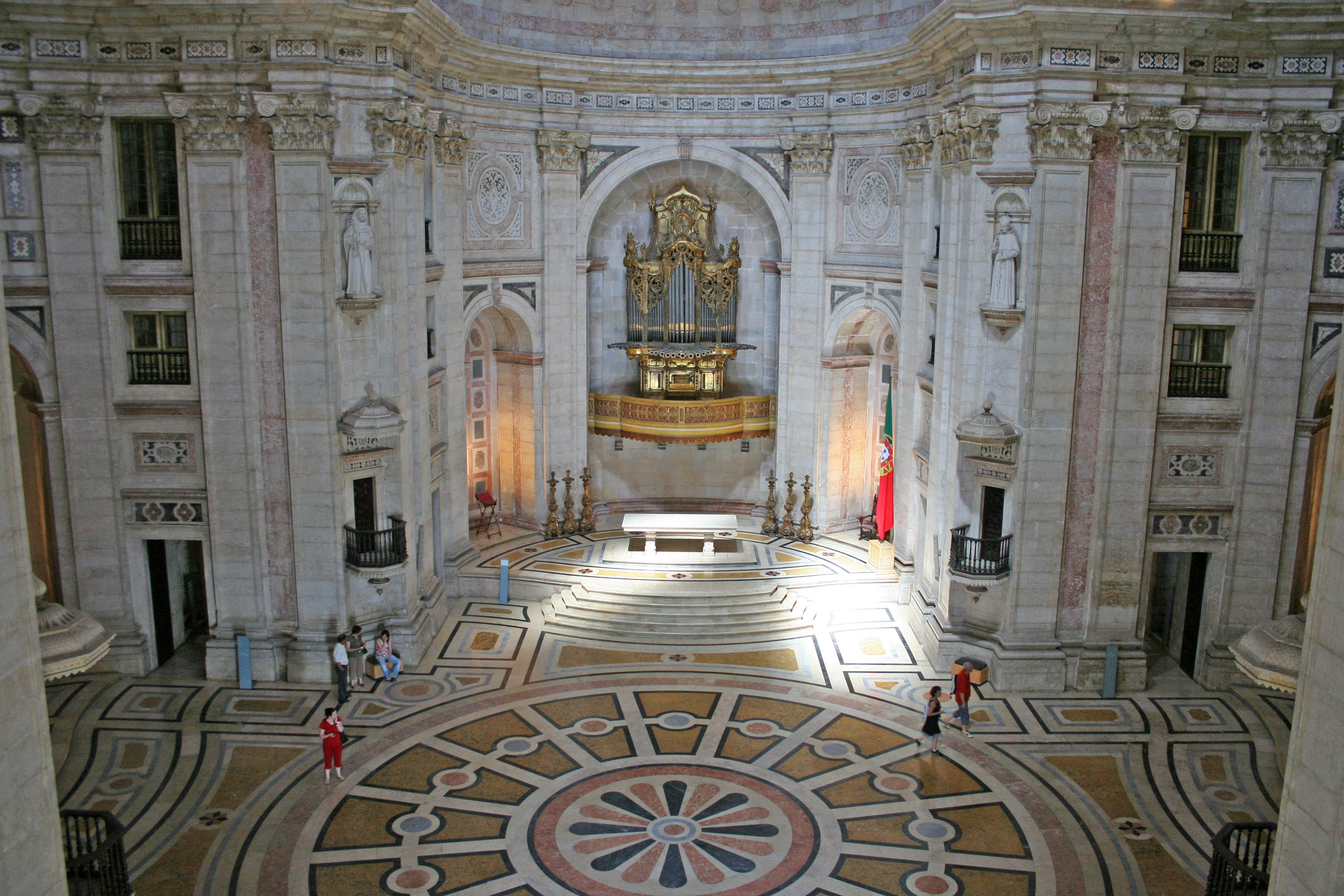
Vista del interior

Como Panteón nacional alberga los cenotafios de héroes de la Historia de Portugal, tales como Nuno Álvares Pereira, Enrique el Navegante, Vasco da Gama, Pedro Álvares Cabral, Afonso de Albuquerque, Aristides de Sousa Mendes y Luís de Camões. El día 19 de septiembre de 2007 el escritor Aquilino Ribeiro fue la décima persona en ser sepultada en el Panteón.